# Hrádek, Frýdek-Místek
Hrádek là một làng thuộc huyện Frýdek-Místek, vùng Moravskoslezský, Cộng hòa Séc.